# Речная баржа
Речная баржа — несамоходное судно, предназначенное для перевозок грузов по рекам. Баржи отличаются обтекаемыми формами оконечностей корпуса. По назначению разделяются на сухогрузные и наливные.
Речные сухогрузные баржи делятся на:
- трюмные открытые;
- тентовые;
- трюмные закрытые;
- площадки;
- саморазгружающиеся;
- автомобилевозы;
- контейнеровозы;
- цементовозы.

Среди несамоходных наливных судов различают:
- суда для перевозки нефти и нефтепродуктов;
- сухогрузно-наливные;
- суда для перевозки жидкого аммиака и газа.

Корпуса речных барж изготавливаются из стали, железобетона, композитных материалов и дерева.
Грузоподъёмность наливных барж достигает 9200 тонн.